# Johann Fulde
Johann Gottfried Fulde (* 21. September 1718 in Nimptsch, Fürstentum Brieg; † 4. Januar 1796 in Dyhernfurth, Fürstentum Wohlau) war ein deutscher Musiker und evangelischer Pastor.

## Leben
Ab 1732 besuchte Fulde das Maria-Magdalenen-Gymnasium in Breslau. Seine Mitwirkung als Choralist in Magdalenenkirche, einer der Hauptkirchen Breslaus, ist für 1735 bezeugt. Mit Johann Christoph Altnikol und Benjamin Gottlieb Faber, ebenfalls Sänger in der Magdalenenkirche, verließ er 1743 Breslau und ging zum Studium der Theologie nach Leipzig. Altnickol, später Schwiegersohn Johann Sebastian Bachs, wählte das Studium der Musik und Faber das Studium der Medizin.
Da sie schon in Breslau eine musikalische Ausbildung genossen hatten, nahmen sie an dem von J. S. Bach geprägten Musikleben aktiv teil. Fulde war im „Großen Konzert“ als Violinist und Tenor tätig. In Fuldes Stammbuch, das er kurz vor seiner Abreise aus Breslau anlegte, schrieb J. S. Bach am 15. Oktober 1747 den Kanon Canone doppio sopr’il Sogetto BWV 1077. Bach notierte auf dies Blatt weiterhin „Symbolum Christus coronabit Crucigeros“ („Christus wird die Kreuztragenden krönen“). Der Begriff Symbolum wurde in Stammbüchern vielfach als Leib-Spruch oder ein Votum verwendet. Von 1792 bis zu seinem Tod am 4. Januar 1796 war Fulde Pastor in Dyhernfurth/Oder.
Die folgende sortierbare Liste der Stammbucheinträge aus Fuldes Studienzeit (hier 25. September 1743 bis 19. Oktober 1747) führt die angesehenen Persönlichkeiten im Umfeld Fuldes bzw. Bachs auf:
| Nr. | Ort           | Datum      | Nachname          | Vorname                          | weitere Infos: Wikipedediaseite etc. |
| --- | ------------- | ---------- | ----------------- | -------------------------------- | --- |
| 20  | Leipzig       | 25.09.1743 | Menfries (=Menz?) | Friedrich                        | Johann Friedrich Menz ? |
| 21  | Leipzig       | 05.04.1744 | Müller            | August Friedrich                 | August Friedrich Müller |
| 69  | Leipzig       | 07.10.1744 | Nobis             | Johannes Friedrich               | Friedrich Nobis: Commentarii Rerum Romanarum sub regio et consulari imperio gestarum cum praecipuis ex antiquitate R. ritibus.Verlag: Godofredi Dyckii, Leipzig, 1755      |
| 22  | Leipzig       | 14.10.1744 | Christ            | Joh. Friedrich                   | Johann Friedrich Christ |
| 83  | Leipzig       | 17.10.1744 | Dewerdeck         | Carl Benjamin                    | "Ligia-Silesius" Datum unleserlich (geschätzt) |
| 71  | Leipzig       | 20.10.1744 | Kazowski          | Jean Theophile                   | vgl. unten Carl Sigmund Kazowski |
| 66  | Leipzig       | 06.03.1745 | Place??           |                                  | |
| 49  | Halle         | 08.10.1745 | Madai             | David Samuel                     | David Samuel von Madai |
| 73  | Halle         | 08.10.1745 | Rüdel             | Johann Abraham                   | Inspektor des Waisenhauses |
| 25  | Halle         | 09.10.1745 | Böhmer            | Justus Henning                   | Justus Henning Böhmer |
| 18  | Halle         | 11.10.1745 | Wolff             | Christian                        | Christian Wolff |
| 24  | Halle         | 11.10.1745 | Büchner           | Andreas Elias                    | Andreas Elias Büchner |
| 36  | Halle         | 11.10.1745 | Strähler          | Daniel                           | Daniel Strähler |
| 47  | Halle         | 11.10.1745 | Baumgarten        | Sigmund                          | Siegmund Jakob Baumgarten |
| 23  | Leipzig       | 19.04.1746 | Hebenstreit       | Christian                        | Johann Christian Hebenstreit |
| 77  | Leipzig       | 13.10.1746 | Joachim           | M. (Magister?)                   | |
| 84  | Leipzig       | 14.04.1747 | Kazowski          | Carl Sigmund                     | Leipzig. Diss. - Leipzig (K. S. Kazowski, respondent). |
| 50  | Leipzig       | 01.05.1747 | Junius            | Friedrich August                 | |
| 14  | Leipzig       | 03.05.1747 | Hillmann          | Johann Gottlieb                  | *6. Nov. 1726 Neukirch, Kftm. Sachsen |
| 85  | Leipzig       | 03.05.1747 | Jung              | Joh. David                       | "Sic pagina jungit amicos" "Johann David Jung und die Edition des Wahl- und Krönungs-Diariums von 1742 : (Mit 1 Abb.) / Hans-Dieter Dyroff "                               |
| 34  | Leipzig       | 05.09.1747 | Winkler           | Heinrich                         | Johann Heinrich Winckler |
| 38  | Leipzig       | 14.09.1747 | Rother            | Johann Heinrich                  | Johann Heinrich Rother |
| 42  | Leipzig       | 25.09.1747 | Börner            | Christian Friedrich              | Christian Friedrich Börner |
| 19  | Leipzig       | 26.09.1747 | Deyling           | Salomon                          | Salomon Deyling |
| 45  | Leipzig       | 26.09.1747 | Wolle             | Christoph                        | Christoph Wolle |
| 29  | Frankenstein  | 29.09.1747 | Rudolph           |                                  | |
| 31  | Franckenstein | 30.09.1747 | Friedrich         |                                  | |
| 40  | Leipzig       | 04.10.1747 | Rother            | Eleonore Chretienne              | Ehefrau von Joh. Heinrich Rother s. o. |
| 64  | Leipzig       | 04.10.1747 | von Rosenberg     | Gottlob Wilhelm                  | Abraham Gottlob Rosenberg an Gottsched, Mertschütz 25. Juni 1747 |
| 70  | Leipzig       | 07.10.1747 | Preuß             | Carl Christian (vormals Philipp) | KONVERSION: Predigt anlässlich der Erwachsenentaufe von Carl Christian Preuss am 21. Febr. 1735 (der vormals Philipp hieß) https://katalog.slub-dresden.de/id/0-1698610793 |
| 67  | Leipzig       | 12.10.1747 | Mewe ?            | Giovanni ??                      | mit Zitat aus BWV209 "sa che sia dolore" |
| 68  | Leipzig       | 12.10.1747 | Döler             | Leopold Christoph                | Churfürstl. Commercien-Rath |
| 48  | Leipzig       | 13.10.1747 | Kiesling          | Johann Rudolf                    | Johann Rudolf Kiesling |
| 43  | Leipzig       | 14.10.1747 | Jöcher            | Christian Gottlieb               | Christian Gottlieb Jöcher |
| 44  | Leipzig       | 14.10.1747 | Teller            | Romanus                          | "Symb." Romanus Teller |
| 52  | Leipzig       | 14.10.1747 | Crusius           | Christian August                 | Christian August Crusius |
| 63  | Leipzig       | 15.10.1747 | Bach              | Johann Sebastian                 | Johann Sebastian Bach |
| 72  | Leipzig       | 16.10.1747 | Zemisch           | Gottlob Benedict                 | „Director des Concerts“ !!! |
| 76  | Leipzig       | 18.10.1747 | Kreuchauff        | Daniel Friedrich                 | Zitat "Musica noster Amor" Daniel Friedrich Kreuchauff und Gottlieb Benedict Zemisch gründeten 1743 das "Große Concert" in Leipzig.                                        |
| 81  | Leipzig       | 18.10.1747 | Gerlach           | Carl Gotthelf                    | Organist und Leiter des Collegium musicum Carl Gotthelf Gerlach |
| 78  | Leipzig       | 19.10.1747 | Jacobi            | Friedrich Gottlob                | Fridericus Gottlob Jacobi et Georg . Rudolph . Boehme , Philosophiae Hippocraticae specimen , Leipzig 1747                                                                 |
| 79  | Leipzig       | 19.10.1747 | Bose              | Ernst Gottlob                    | Ernst Gottlob Bose |